# Allium ionicum
Allium ionicum är en amaryllisväxtart som beskrevs av Salvatore Brullo och Dimitrios B. Tzanoudakis. Allium ionicum ingår i släktet lökar, och familjen amaryllisväxter. Inga underarter finns listade i Catalogue of Life.